# (1020) Arcadia
(1020) Arcadia és un asteroide que forma part del cinturó d'asteroides i va ser descobert per Karl Wilhelm Reinmuth des de l'observatori de Heidelberg-Königstuhl, Alemanya, el 7 de març de 1924. Arcadia va rebre inicialment la designació de 1924 QV.
Posteriorment es va nomenar per Arcàdia, una regió de l'Antiga Grècia.
Arcadia orbita a una distància mitjana del Sol de 2,79 ua, podent allunyar-se'n fins a 2,912 ua i acostar-s'hi fins a 2,668 ua. La seva excentricitat és 0,04364 i la inclinació orbital 4,06°. Empra a completar una òrbita al voltant del Sol 1702 dies.